# Mircea Petescu
Mircea Petescu (* 15. Mai 1942 in Pecica; † 16. Dezember 2018 in Vosselaar) war ein rumänischer Fußballspieler und -trainer.

## Spielerkarriere

### Vereine
Aus der Jugend des Fußballvereins Städtische Textilfabriken Arad hervorgegangen, rückte er bereits 16-jährig in die Erste Mannschaft auf. Für den Verein bestritt er in der Saison 1959/60 seine ersten Punktspiele im Seniorenbereich und zugleich in der Divizia A, der seinerzeit höchsten Spielklasse im rumänischen Fußball; in seinen zehn Einsätzen gelang ihm ein Tor.
Anschließend nach Timișoara gelangt, spielte er für den Erstliganeuling Știința Timișoara – mit Ausnahme der Hinrunde der Saison 1962/63 – bis zum Saisonende 1962/63. In der Hinrunde wurde er für Viitorul Bukarest abgestellt, der seinerzeitigen in die Liga integrierten und nach Beendigung der Hinrunde aufgelösten Junioren-Nationalmannschaft. Mit dieser gewann er 1962 das seit 1955 unter der Federführung der UEFA organisierte UEFA-Juniorenturnier; heute vergleichbar mit dem Titel U18-Europameister.
Von 1963 bis 1967 kam er in 75 Punktspielen für Steaua Bukarest in der höchsten Spielklasse zum Einsatz und gewann zweimal den nationalen Vereinspokal. Für den Verein bestritt er ferner im Wettbewerb um den Europapokal der Pokalsieger 1964/65 vier und 1966/67 zwei Spiele.
Nach Arad zurückgekehrt, spielte er ein zweites Mal für UTA Arad – diesmal sechs Jahre lang und auch erfolgreich. Im zweiten und dritten Jahr gewann er mit der Mannschaft jeweils die Meisterschaft. Bei seiner Teilnahme am Wettbewerb um den Europapokal der Landesmeister dürften die beiden Erstrundenbegegnungen mit Legia Warschau schmerzhaft gewesen sein. War er mit seiner Mannschaft am 17. September 1969 im heimischen Stadionul Francisc von Neuman noch mit 1:2 unterlegen, so verlor sie am 1. Oktober 1969 im Stadion Wojska Polskiego mit 0:8. Im Spieljahr darauf wurde der amtierende Europapokalsieger Feijenoord Rotterdam – wenn auch über die Auswärtstorregel – bereits in der 1. Runde „ausgeschaltet“. In zwei aufeinander folgenden Spieljahren kam er in insgesamt zehn Spielen um den UEFA-Pokal zum Einsatz.
Im Jahr 1973 begab er sich erstmals ins Ausland und spielte von 1973 bis 1975 für den niederländischen Zweitligisten FC Dordrecht.

### Nationalmannschaft
Sein Debüt als Nationalspieler erfolgte am 15. Oktober 1964 im letzten Spiel der Gruppe A im Rahmen des olympischen Fußballturniers in Tokio. Seine letzten beiden Turnierspiele waren die Platzierungsspiele gegen die Nationalmannschaften Ghanas und Jugoslawiens.
Außerhalb des Turniers kam er noch am 27. Oktober 1969 in Lissabon bei der 0:3-Niederlage im ersten Spiel der WM-Qualifikationsgruppe 1 zum Einsatz und letztmals am 6. November 1968 in Bukarest beim torlosen Freundschaftsspiel gegen die Nationalmannschaft Englands.

### Erfolge
- Rumänischer Meister 1969, 1970
- Rumänischer Pokal-Sieger 1966, 1967

## Trainerkarriere
Zwei Jahre vor dem Ende seiner Spielerkarriere war er zeitgleich Trainerassistent, in den letzten drei Monaten vor Saisonende, Interimstrainer des FC Dordrecht. Von 1975 bis 1988 war er für fünf weitere niederländische Vereine in unterschiedlichen Funktionen tätig. Vom 1. Juli 1975 bis zum 30. Juni 1977 war er Co-Trainer beim Erstligisten NEC Nijmegen und danach eine Saison lang Trainer des Erstligisten Telstar 1963, der am Saisonende 1977/78 absteigen musste. Anschließend war er anderthalb Jahre Trainer des Erstligisten Sparta Rotterdam. An ehemaliger Wirkungsstätte zurückgekehrt, wirkte er als Spielerbeobachter für den seinerzeitigen Zweitligisten DS’79 (vormals FC Dordrecht), bevor er diesen vom 16. Dezember 1980 bis Saisonende 1981/82 als Trainer auf Platz vier führte. In ’s-Gravenzande war er für den dort ansässigen und unterklassigen Verein FC ’s-Gravenzande zwei Jahre lang tätig, bevor er nach knapp vier Jahren ohne Trainertätigkeit von Februar bis Juni 1988 in Deventer die Go Ahead Eagles in der Erste Divisie betreute.